# Český Heršlák

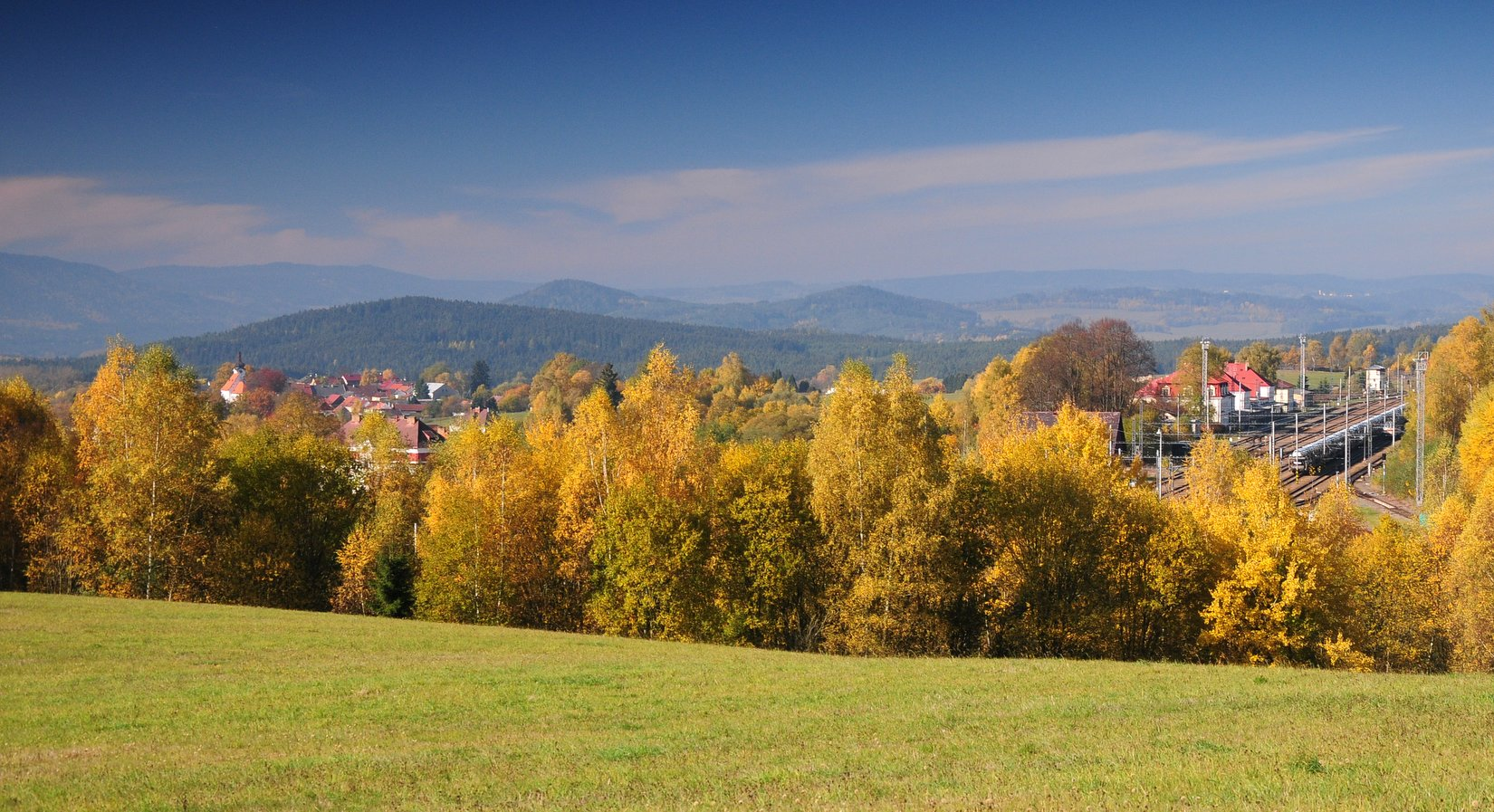
Český Heršlák (Panorama)

Český Heršlák (deutsch Böhmisch Hörschlag) ist eine Ortschaft in der Gemeinde Horní Dvořiště im Okres Český Krumlov (Bezirk Krumau) in Tschechien. Schloss Hörschlag besaß eine strategische Bedeutung im 15. Jahrhundert.

## Geschichte
Im Mittelalter führte eine Variante des Linzer Steigs, eines alten Salzhandelswegs, von Linz über Freistadt durch Hörschlag nach Budweis.
Um 1440 kaufte die aus Freistadt stammende, wohlhabende Familie Zinnespan (Zinispan, Zündspan, tschechisch Cinišpáni) die Wachtburg Hörschlag (Tvrz Český Heršlák), nach der sie sich forthin benannten. Im September 1467 nahm Zdenko von Sternberg die Feste Hörschlag durch eine List ein und zwang die Zinnespan, ihm die Burg zu überschreiben. Bald darauf geriet Hörschlag zwischen die Fronten des österreichischen Kaisers Friedrich III. und seines Herausforderers Matthias Corvinus. Jaroslav Lev von Rosental, Obersthofmeister des Königreichs Böhmen, zog 1474 gegen das Land ob der Enns, eroberte sowohl Burg Hörschlag als auch den Markt Haslach und belagerte danach Schloss Waldenfels. Noch im gleichen Jahr belagerten Landeshauptmann Reinprecht V. von Walsee und Bernhard von Scherffenberg ihrerseits erfolglos die Feste Hörschlag. Bei einem neuerlichen Angriff im Jahr 1478 konnte Scherffenberg die Burg vorübergehend wieder einnehmen.
Im Jahr 1546 werden die Feste, der Meierhof und die Mühle als verödet angeführt. Später wurde am Standort der früheren Burg ein Schlösschen errichtet.
Von 1653 bis 1800 befand sich Schloss Hörschlag im Besitz der Muckenberger.
Im 19. Jahrhundert erlangte Böhmisch Hörschlag Bedeutung als Bahnhof an der Pferdeeisenbahn Budweis–Linz–Gmunden.

## Gebäude
Von der alten Feste Hörschlag ist nur noch der leere Gewölbekeller erhalten. Der Brunnen, in dem im 20. Jahrhundert noch das klare Wasser rauschte, ist inzwischen verschüttet.

## Infrastruktur
In Český Heršlák befindet sich ein Bahnhof der Summerauer Bahn.